# Meromyzobia flavipes
Meromyzobia flavipes is een vliesvleugelig insect uit de familie Encyrtidae. De wetenschappelijke naam is voor het eerst geldig gepubliceerd in 1972 door De Santis.